# آی‌تی‌وی انگلیا
آی‌تی‌وی انگلیا (انگلیسی: ITV Anglia) که قبلاً با نام انگلیا تلویژن شناخته می‌شد، دارنده امتیاز آی‌تی‌وی برای شرق انگلستان است. این ایستگاه با دفاتر خبری منطقه‌ای در کمبریج و نورث‌همپتون، در انگلیا هاوس در نوریچ مستقر است. آی‌تی‌وی انگلیا متعلق به آی‌تی‌وی پی‌ال‌سی و تحت مجوز نام آی‌تی‌وی برادکستینگ لیمیتد است.
آی‌تی‌وی انگلیا در نورفک، سافک، اسکس، کمبریج‌شر، نورث‌همپتون‌شر، بدفوردشر، هرتفوردشر شمالی، و باکینگهام‌شر شمالی و و حاشیه‌های جنوب شرقی لینکلن‌شر پخش می‌شود. در حال حاضر برنامه اصلی آن آی‌تی‌وی نیوز انگلیا است که به دو نسخه منطقه‌ای تقسیم می‌شود، هر دو در روزهای کاری هفته در ساعت ۱۸:۰۰ و زمان‌های مختلف در تعطیلات آخر هفته پخش می‌شوند.
انگلیا تلویژن اولین بار در ۲۷ اکتبر ۱۹۵۹ به صورت مستقل کار خود را آغاز کرد.